# Ests zuivelmuseum
Het Ests Zuivelmuseum (Ests: Eesti Piimandusmuuseum) is een museum in de Estse plaats Imavere dat gewijd is aan de zuivelindustrie in Estland.

## Geschiedenis van het museum
In de tweede helft van de 19e eeuw bloeide de zuivelindustrie in Estland op, en de Imavere gemeenschappelijke zuivelfabriek werd in 1911 opgericht als het begin van het Estse Zuivelmuseum. Oorspronkelijk een tak van het ministerie van Vlees- en Zuivelproductie, evolueerde het in de jaren 1930 tot een centrum voor het verzamelen van verouderde zuivelapparatuur. Vanwege een gebrek aan financiële steun werd het museum tijdelijk een afdeling van het Ests plattelandsmuseum in 1994. Uiteindelijk werd het museum in 2000 opnieuw onafhankelijk onder het ministerie van Landbouw en heropende het officieel op 14 juli 2001.

## Opstelling van het museum
De permanente tentoonstelling op twee verdiepingen biedt een historisch overzicht van de zuivelindustrie in Estland. De eerste verdieping belicht de ontwikkeling van zuivelproductie op boerderijen aan het einde van de 19e en het begin van de 20e eeuw, inclusief houten en metalen zuivelapparatuur. De tweede verdieping geeft een gedetailleerd overzicht van de gemeenschappelijke zuivelfabrieken in Estland sinds 1908, met een focus op de gebruikte apparatuur tussen 1908 en 1950. Er worden ook restauraties van zuivelapparatuur getoond, waaronder een stoomketel uit 1926 en een motor van de Franz Krull-fabriek.

## Muurschilderingen
Buiten het museum prijken drie muurschilderingen van 2 bij 27 meter. In de naïeve stijl, met verklarende opmerkingen, geven deze muurschilderingen een visuele weergave van belangrijke aspecten van de zuivelgeschiedenis. Melk Dans illustreert de reis van melk op een Estse boerderij honderd jaar geleden, terwijl Export van Estse boter in 1930 de focus legt op de export van boter naar Europa in de jaren '30. De derde muurschildering, Herdersjongens werk en Ests vee, belicht het werk van herdersjongens en het vee in Estland. Deze artistieke toevoegingen zijn in 2002 en 2003 gemaakt door leerlingen van het Türi Business Gymnasium, onder leiding van Leelo Männa, en zijn uitgevoerd met speciale watervaste en weerbestendige verf.